# The Winter of His Content
The Winter of His Content,  llamado El invierno de su contenido en Hispanoamérica y El invierno de su ventura en España, es el decimocuarto episodio de la vigesimoquinta temporada de la serie animada Los Simpson, y el 544 de la misma. Fue escrito por Kevin Curran y dirigido por Chuck Sheetz, y se emitió en Estados Unidos el 16 de marzo de 2014 por FOX. La estrella invitada fue Kevin Michael Richardson como miembro de S.A.T Peppers. El asilo cae en quiebra por infracciones y el abuelo, junto a otros dos octogenarios, se van a vivir con los Simpson, lo que convierte a Homer en uno de ellos, mientras Bart, Nelson, Jimbo, Dolph y Kearney van a la asamblea del imperio de bravucones en Krustyland, donde acaban en una persecución cuando el máximo bravucón cae.

## Sinopsis
Al bajar del auto, Homer y Marge empiezan a besuquearse. Al entrar a casa, Lisa les dice que el asilo cerró y que el abuelo no tiene lugar para vivir. Cuando llegan para recoger al abuelo, les informan que el asilo estará cerrado hasta que solucionen sus violaciones, como ratas en las máquinas expendedoras o maniquíes de enfermeras. Homer piensa en llevarlo a una perrera pero Marge le responde que no. Luego, ella observa que a los dos amigos de Abe, Jasper Bradley y el anciano judío, nadie los recogerá. Pese a las quejas de Homer, los dos ancianos se van a vivir junto a la familia y el abuelo.
En la escuela Bart y sus compañeros se están sacando la ropa para bañarse en la clase de educación física. Sin embargo, Nelson no quiere desnudarse, ya que tiene calzones de mujer. Cuando se ve obligado a bajarse los pantalones, todos los chicos se ríen de su ropa interior rosa. Pero Bart defiende a Nelson diciendo que él usa los calzoncillos de su padre. La clase aplaude a Bart por su acción y Nelson le dice que no olvidará eso. 
Los octogenarios casi mueren cada actividad que realizan, si no fuera porque Homer los revive. Aunque este casi se muere al ver la factura de electricidad, salvándolo Marge. Luego de ver un episodio de Itchy and Scratchy, Lisa le pide a Homer que sea más amable con el abuelo, diciéndole que ellos al verlo tratar así al abuelo aprenden como cuidar a Homer cuando sea anciano.
-
Mientras tanto, Bart recibe una piedra envuelta en un papel que le arrojaron por la ventana diciéndole que baje. El baja y los bravucones le tapan la cabeza con una bolsa y lo ponen en un carrito de supermercado pese a que el Jefe Gorgory y Lou los estén mirando. Cuando le sacan la bolsa, aparecen en la piscina sin agua del club campestre que cerraron. Ellos deciden hacerlo un bravucón honorario y le cuelgan el collar de paladares en el cementerio de bicicletas, pero Bart no se ve demasiado interesado de convertirse en bravucón. En cambio, Homer siente todo lo contrario cuando los ancianos incorporan a Homer en su "club". Por eso, van a desayunar a las 6 de la mañana y hacen ejercicio en el centro comercial (en realidad estaban solamente caminando), a lo que Homer queda sorprendido que cuente como ejercicio, y el abuelo le sube los pantalones hasta las rodillas, le arruga la piel y le tuerce la espalda. Jugando bingo, una mujer coquetea con Homer, pero Abraham le dice que se vaya.
En la cama, Homer tiene mucho frío y sube la calefacción a pesar de que estaba muy alta. Marge nota que Homer usa ligas de calcetín, y empieza a pensar que él se está convirtiendo en su padre.
Mientras tanto, Bart y los matones se preparan para la Cumbre celebrada en Bully Krustyland. Chester, el líder de todos los matones, ha llamado a la reunión. Se requiere que todos los matones a entregar sus armas, pero Bart se distrae y olvida a su vez en su honda. Cuando un anciano, matón más rebelde utiliza tirachinas de Bart durante el discurso de Chester, el tiro se atribuyó a Bart, teniendo en cuenta que es el único en posesión de la honda.
Una caza, sobre la base de los Warriors, comienza a rastrear a Bart como autor. Bart, Dolph, Nelson, Kearney Zzyzwicz y Jimbo Jones se esconden en la rueda de la fortuna y tratan de esperar. El matón que disparó Chester está en la rueda, también, así que saltan y corren. Después de la S.A.T. Preppers no logran detenerlos, Bart y los matones están corriendo por sus vidas ahora por la calle, perseguido por todos los demás grupos de matón en un roto bus gigante. Finalmente lo hacen de nuevo al metro, pero los Furries béisbol están allí esperando. Bart usa su tirachinas para romper la luz de la calle y de distraerlos. Uno se queda atrás, sin embargo, y Nelson se sacrifica por los demás. Los chicos hacen volver a Springfield justo cuando el sol está saliendo. Bart y los matones no son los únicos en la playa sin embargo. Homer y los viejos sólo para pasar a ser dar un paseo también. Homer ve a su hijo en problemas. Tienen que ayudar a ellos, excepto los viejos chicos realmente no quieren y empezar a hacer excusas. Él se apresura y golpea al abusón en la cara. Este proclama que nunca ha estado en una pelea. Él se queja y sale corriendo, y Homer y sus amigos se marchan a casa.